# Henric al II-lea al Castiliei
Henric al II-lea (n. 13 ianuarie 1334, Sevilla, Regatul Sevillei⁠(d), Spania – d. 29 mai 1379, Santo Domingo de la Calzada, La Rioja, Spania) s-a născut în Sevilia și a murit în Santo Domingo de la Calzada la vârsta de 45 de ani. Fiind cunoscut mai bine ca Henric de Trastamara, el a fost primul rege al Castiliei și Leonului din Casa de Trastamara. El a devenit rege în 1369 după înfrângerea fratelui său vitreg, Petru I al Castiliei, după numeroase revolte și lupte. Ca rege, el a fost implicat în războaiele cu Ferdinand și în Războiul de o sută de ani.

## Biografie
Henric a fost al patrulea din cei 12 fii nelegitimi ai regelui Alfonso al XI-lea al Castiliei și a Eleanorei de Guzmán, o strănepoată a regelui Alfonso al IX-lea de Leon. El a fost primul băiat născut din acest cuplu care a supraviețuit până la maturitate. Fratele său geamăn a fost Fadrique Alfonso, Lord de Haro.
În timp ce Alfonso al XI-lea a trăit, iubitei sale Eleanora, i s-au oferit un număr mare de titluri și privilegii pentru fii ei. Acest lucru a provocat nemulțumiri în rândul multor nobili și în special, a reginei legitime, Maria de Portugalia și a fiului ei, prințul Petru.
Ei au avut o șansă de răzbunare atunci când Alfonso al XI-lea a murit pe neașteptate de la o febră în asediul din Gibraltar în luna martie, 1350. Ei s-au întors împotriva Eleanorei, a fiilor ei și a susținătorilor, iar Henric și frații săi au fugit și s-au împrăștiat. S-au temut de fratele lor, noul rege și de ceea ce ar putea să le facă, deși regele decedat încă nici nu fusese îngropat.  
Deși Eleanora și fii ei au ajuns la un acord cu Petru I al Castiliei de a trăi în pace la curtea sa, situația a rămas instabilă. Henry și frații lui Fadrique, Tello și Sancho au organizat numeroase rebeliuni împotriva noului rege. De asemenea, pentru a consolida poziția sa și pentru a câștiga aliați, Henric s-a căsătorit cu Juana Manuel, fiica lui Juan Manule, Prinț de Villena, primarul Adelantado de Murcia și Domn de Villena, nobilul cel mai prosper din domeniu.  În 1351, regele a luat sfatul lui Juan Alfonso de Alburquerque. El era convins că iubita tatălui său a fost instigatorul revoltelor, astfel încât a ordonat ca Eleanora să fie încarcerată și în cele din urmă executată în Talavera de la Reina.
După mai multe bătălii, Petru l-a învins pe Henric în Bătălia de Nájera, însă acesta a scăpat. Henric s-a întors în Franța, sub protecția lui Carol al V-lea al Franței. Ei au organizat armata la Castelul Peyrepertuse, apoi, cu ajutorul multor rebeli castilieni și cu francezul Bertrand du Guesclin, l-au învins pe Petru în Bătălia de la Montinel. Henric l-a ucis cu cruzime pe rege, care era prizonier. Acest lucru a dus la câștigarea tronului castilian.
Înainte de a consolida scaunul de domnie și de a fi capabil să predea puterea fiului său, Ioan, Henric a trebuit să-l învingă pe Ferdinand I al Portugaliei. După ce l-a învins, Henric a pornit la război împotriva Portugaliei și Angliei, în Războiul de o sută de ani. Pentru cea mai mare parte a domniei sale, el a fost nevoit să lupte împotriva tentativelor lui Ioan de Gaut, fiul lui Eduard al III-lea al Angliei, pentru a revendica tronul castilian de drept al celei de-a doua sa soție, fiica lui Petru,  Infanta Constanța de Castilia. În politica sa internă a început să reconstruiască regatul, protejat pe evrei, chiar dacă el a luptat împotriva lor în timpul războiului civil, acceptând procesul de transformare a administrației regale. De asemenea, el a stabilit permanent domnia Biscaya, după moartea fratelui său Tello. În politica externă, el a favorizat Franța peste Anglia. A murit pe 29 mai 1379 în Santo Domingo de la Calzada. Fiul lui, Ioan I al Castiliei, i-a urmat pe tron.